# Gunnar Palme

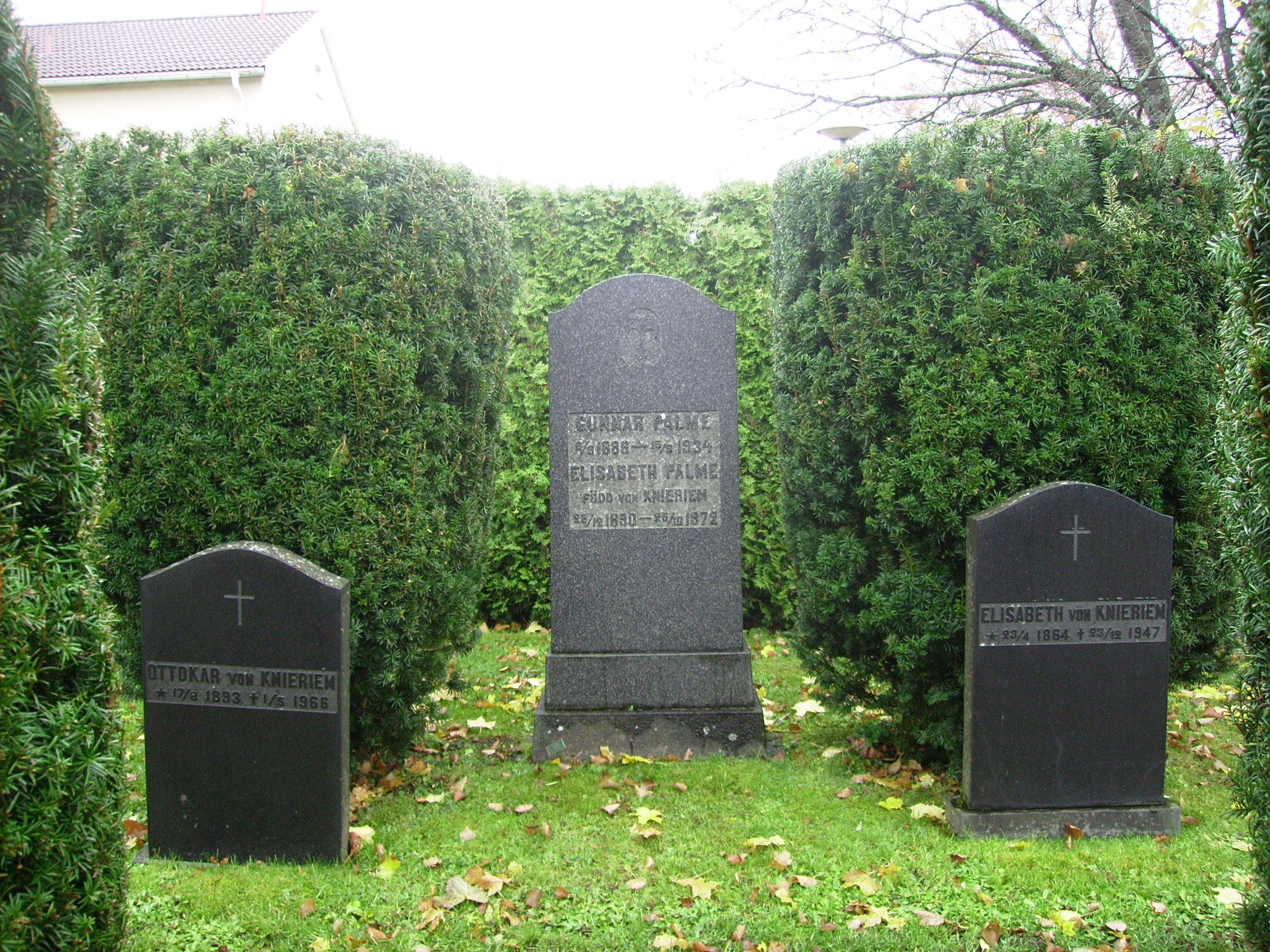
Grab Gunnar Palmes

Gunnar Palme (* 9. September 1886 in Gammelbacka; † 15. September 1934 in Nyköping) war ein schwedischer Versicherungsdirektor.
Palme war Generaldirektor der Thule-Lebensversicherungsgesellschaft zu Stockholm und hatte seinen Vater, dem Versicherungsdirektor Sven Palme, seit 1915 bei der Leitung des Unternehmens zur Seite gestanden.
Sein Sohn war der schwedische Ministerpräsident Olof Palme.

## Schriften
- (mit Olof Palme): Släkten Palme intill år 1815: forsök till en genomförd skildring af en skånsk borgare- och prästsläkts öden genom fem släktled, 1917 2 Bände. Appelbergs boktr., Uppsala 1917.[2]
- Några erfarenheter från lifförsäkringsväsendet i det stridande Tyskland. Idun, Stockholm 1917, 40 Seiten[3]
- Register öfver försäkringsmål, Stockholm 1918.[4]
- Register över försäkringsmål avdömda av domstolar i Danmark, Finland, Norge och Sverige. Sv. färsäkringsfören., Stockholm 1920.[5]
- Kort handledning beträffande vissa rättsliga frågor angående livförsäkring. Gjallarhornet, Stockholm 1928.[6]

## Beiträge
- Die nordischen Entwürfe zu einem Gesetz über den Versicherungsvertrag. In: Zeitschrift für die gesamte Versicherungswissenschaft, Band 23,  Jahrgang 1923, S. 161–169.[7]